# Антонівка (Березівський район)
Анто́нівка — село Розквітівської сільської громади у Березівському районі Одеської області в Україні. Населення становить 236 осіб.
05.02.1965 Указом Президії Верховної Ради Української РСР передано Антонівську сільраду Ширяївського району до складу Березівського району. 7 серпня 2015 року в рамках адміністративно-територіальної реформи 2015 року село увійшло до складу новоствореної Розквітівської сільської громади.

## Населення
Згідно з переписом 1989 року населення села становило 244 особи, з яких 111 чоловіків та 133 жінки.
За переписом населення 2001 року в селі мешкало 236 осіб.

### Мова
Розподіл населення за рідною мовою за даними перепису 2001 року:
| Мова       | Відсоток |
| ---------- | -------- |
| українська | 84,75 %  |
| російська  | 10,59 %  |
| молдовська | 4,24 %   |
| гагаузька  | 0,42 %   |